# Attività (Apple)
Attività è un'applicazione sviluppata dalla Apple Inc. per i suoi sistemi operativi iOS e watchOS. È stata introdotta con iOS 8.2 il 10 marzo 2015 e con la prima versione di watchOS il 24 aprile dello stesso anno. Lo scopo principale dell'applicazione è di radunare tutti i dati prelevati dall'Apple Watch.

## iOS
L'applicazione per iOS è divisa in 4 schermate: Cronologia, che mostra una panoramica dei progressi della giornata in corso sotto forma di anelli colorati e la cronologia completa delle altre giornate, Sessioni, che mostra le sessioni di allenamento svolte con l'Apple Watch, Traguardi, che mostra tutti i traguardi sbloccati e non dall'utente, e Condivisione, introdotta con iOS 10, che mostra i dati degli altri utenti condivisi.

## watchOS
L'applicazione per watchOS mostra i progressi della giornata compiuti, sotto forma di anelli colorati. Scorrendo in basso è possibile visualizzare informazioni più dettagliate, tra cui grafici e conteggio passi. Scorrendo invece da destra verso sinistra è possibile visualizzare i dati degli altri utenti condivisi. Questa funzione è stata introdotta con watchOS 3.